# Fereydoon Batmanghelidj
Fereydoon Batmanghelidj (Iran, 1930. ili 1931. – 15. studenoga 2004.), po zanimanju bio liječnik i jedan od posljednjih učenika sir Alexandera Fleminga, otkrivača penicilina.
U znanstvenoj zajednici nisu se svi slagali s njegovim radovima. Teorije mu je kritizirao Stephen Barrett, suosnivač National Council Against Health Fraud i održavatelj stranica Quackwatcha koje prate nadriliječništvo, temeljem nekoliko stvari, uključujući nedostatak ikojeg dokumentiranog istraživanja koje je prošlo recenziranje te pretjerivanje u brojkama uspješno liječenih pacijenata. Barrett pod upitnik stavlja Batmanghelidjevo bavljenje medicinom u SAD, ukazujući da nije bio registriran kao liječnik. Bio je licenciran kao naturopat.
Njegova je epopeja počela kad je jednoj osobi koja se previjala od abdominalnih bolova uzrokovanih bolešću morao dati dvije čaše vode jer u tom trenutku pri ruci nije imao ništa drugo. Čovjek se grčio od bolova, a voda mu je na čudesan način ublažila muke. Za tri minute bol se smanjila, a za osam minuta sasvim je nestala. Iako se osam minuta ranije presavijao od bolova, čak nije mogao niti govoriti, čovjek se potpuno oporavio. Zatim mu se lice ozarilo širokim osmijehom, od uha do uha. Bio je vrlo sretan i pitao ga je što da radi ako se bol vrati? Odgovorio mu je: „Pa, popijte još vode.” Potom je odlučio savjetovati mu da svaka tri sata popije po dvije čaše vode. Što je i učinio, čime su okončani njegovi bolovi uzrokovani čirom, za sve vrijeme dok se liječio kod Batmanghelidja.
To ga je trgnulo i dalo poticaj za istraživanje. Naime, na medicinskom fakultetu nikada nije čuo da bi voda mogla olakšati bol tj. takvu vrstu boli. I tako je došao u prigodu da testira ljekovite učinke vode u preko 3000 sličnih slučajeva. Voda se svaki puta pokazala djelotvornim lijekom. To mu je iskustvo ukazalo na činjenicu da su svi ti ljudi bili žedni, a da se žeđ u tijelu može očitovati u obliku trbušne boli, u tolikoj mjeri da čovjek može obnevidjeti od boli i zapasti u gotovo polusvjesno stanje; barem su to bila njegova iskustva. Nakon pijenja vode svaki put su seoporavili.
1982. godine pozvan je na Sveučilište u Pennsylvaniji nastaviti s istraživanjem kako voda ublažava bol. Zapitao se zašto farmaceutska industrija uporno nudi antihistamine za ovakvu vrstu ublažavanja bolova. Stoga je započeo istraživati ulogu histamina u tijelu. Ustanovio je da je histamin neurotransmiter zadužen za regulaciju vode te za tjelesne programe upravljanja nedostatkom vode. Kada se stanje očituje u vidu bolova, ono, zapravo, upućuje na dehidraciju.
Dr. Batmanghelidj je osnovao organizaciju koja se sada zove Nacionalno udruženje za promicanje poštenja u medicini (National Association for Honesty in Medicine). Jer je doista nepošteno, štoviše kriminalno, liječiti osobu koja je samo žedna i dati joj otrovne medikamente od kojih će se razboljeti i umrijeti prije negoli bi trebala. Djela prevedena na hrvatski: Voda liječi kemikalije ubijaju.

## Knjige
- Batmanghelidj, Fereydoon, How to Deal with Back Pain & Rheumatoid Joint Pain (1991), Global Health Solutions; ISBN 0-9629942-0-0
- Batmanghelidj, Fereydoon, Your Body's Many Cries for Water (1992), Global Health Solutions, ISBN 0-9629942-3-5
- Batmanghelidj, Fereydoon, Water: Rx for A Healthier, Pain-free Life (1997), Global Health Solutions; Cas&Bklt edition, ISBN 0-9629942-7-8
- Batmanghelidj, Fereydoon, ABC of Asthma, Allergies and Lupus: Eradicate Asthma - Now!, (2000), Global Health Solutions, ISBN 0-9629942-6-X
- Batmanghelidj, Fereydoon, Water For Health, For Healing, For Life (2003), Warner Books, ISBN 0-446-69074-0
- Batmanghelidj, Fereydoon, You're not sick, you're thirsty! (2003), Grand Central Publishing, ISBN 0-446-69074-0
- Batmanghelidj, Fereydoon, Water Cures: Drugs Kill: How Water Cured Incurable Diseases, (2003) Global Health Solutions, ISBN 0-9702458-1-5
- Batmanghelidj, Fereydoon, Obesity Cancer Depression; Their Common Cause & Natural Cure, (2005) Global Health Solutions; ISBN 0-9702458-2-3

## Vanjske poveznice
- (eng.) WorldCat